# Verlan
Verlan är en typ av fransk slang där stavelserna i ett ord kastas om.

## Morfologi
Stavelserna i ett vanligt ord, exempelvis
- branché (sv.: trendig, inne)

sätts i omvänd ordningsföljd:
- bran-ché blir ché-bran.

Ordet verlan är i sig ett exempel på verlan, och ska förstås som en inversion av stavelserna i l'envers, vilket är franska för "det bakvända". Att resultatet inte skrivs *versl'en avspeglar verlanets talspråkliga ursprung - det är de uttalade stavelserna som omkastas, och när det resulterande ordet någon gång återges i skrift används en mycket uttalsnära stavning.
Det finns förutom stavelseinversionen ingen genomgående systematik i skapandet av verlan; i många fall har bokstäver fallit bort i slutet på det nyskapade ordet, liksom det i andra fall har tillkommit ett vokalljud för att underlätta uttalet. Ett viktigt exempel på ett sådant tillkommande vokalljud är det vanligen outtalade e muet som återfinns i slutet på många franska ord, till exempel i femme (sv.: tjej, kvinna). Den eventuella antydan till vokalfärg som finns i ordets originalform betecknas inom fonetiken som schwa, och blir till eu i verlan-formen meuf. Även om ursprungsordet i sig inte innehåller ett e muet kan samma tillägg av ett vokalljud ske: mec (sv.: kille, man) blir därmed keum.

## Användning
Det är inte vilka ord som helst som omvandlas: företrädesvis skapas verlan av vanligt förekommande en- eller tvåstaviga ord som inte har någon färsk motsvarighet i slangspråket. Den oinitierade har mycket små chanser att improvisera acceptabel verlan.
Verlan är för övrigt inte ett helt slangspråk i sig, utan snarare ett sätt att betona (eller dölja) vissa ord i en fras. Det handlar alltså inte om att omvandla alla ord som uttalas, utan oftast bara ett viktigt adjektiv eller substantiv då och då. Däremot blandas verlan mycket ofta med slang. 

## Historik

### Bakgrund
Verlan-liknande ordlekar kan spåras så långt tillbaka i tiden som till 1100-talet, och en av de tidiga författare som benyttjat dem är Voltaire. En stor del av utvecklingen under tidigt 1900-tal skedde i den undre världen, där verlan användes som kodspråk för att kunna tala fritt i myndighetspersoners närvaro. Verlan var nästan bortglömt mellan 1930- och 1970-talet, men sedan det tidiga 1980-talet har dess popularitet alltjämt varit mycket stor, från början särskilt i Paris förorter, men sedan alltmer utbrett.
Media har haft en del i denna senare utveckling. Verlan har bland annat uppträtt i låttexter (exempelvis hos Renaud) och i filmer (till exempel Les Ripoux).

### Statusutveckling
Nutida verlan är framför allt ett identitetsskapande ungdomligt förortsspråk. Man kan emellertid också tala om ett slags verlan-chic, där verlan-ord används sporadiskt av vilken ung (parisisk) man eller kvinna som helst som vill göra sitt språk lite trendigare. Enstaka verlan-ord har nått mycket stor spridning i alla samhällskretsar och, om än i mindre mån, även upp i generationerna.
Ett tydligt bevis på verlans allmängiltighet är att till och med den sparsmakade Franska akademien har tagit med somliga av nyblidningarna i sin ordlista. Det bör dock tilläggas att verlan fortfarande hör till den vardagliga språkanvändningen och med få undantag är otänkbar i varje form av officiell eller seriös text.

### Dubbel inversion
I moderna verlankretsar har till och med vissa slitna verlan-ord blivit omvända ännu en gång:
- Arabe (sv.:arab) blir på vanlig verlan beur och på dubbelt inverterad verlan reub (beur användes så flitigt på 1980-talet att det numera ingår även i vårdat franskt språk).
- Flic (sv.:snut, polis) blir på vanlig verlan keuf och på dubbelt inverterad verlan feuk (vars uttal för övrigt har egenskapen att vara näst intill identiskt med det franska uttalet av en världsberyktad engelsk svordom).

### Nutida vidareutveckling
Verlans identitetsskapande funktion urholkas givetvis när det sprids till alla Paris kvarter och samhällsklasser. Därför genomgår verlan i förorterna hela tiden förnyelse, till den grad att man nästan kan tala om moden, inte bara i tid men också i rum: comme ça (sv.: så, på det sättet) blir till kommak, kommas eller sakome, allt efter vilket kvarter man befinner sig i. 

## På svenska
Ett försök att skapa svensk verlan kan av flera skäl inte bli mer än en teoretisk övning, men det kan ändå vara av illustrativt värde för icke fransktalande personer som vill sätta sig in i begreppet. 
Ett exempel på "äntom" (alltså svensk verlan, i klartext "omvänt") skulle kunna se ut enligt följande:
- jishen sa ti lispen att de inte e tiheff å karrö

vilket i klartext blir
- tjejen sa till polisen att det inte är häftigt att röka

Kommentarer:
1. Ordet "tjej" skulle i direkt omvändning bli "jshe", men eftersom detta är svåruttalat har j:ets avslutande i-ljud förstärkts (jämför meuf nedan, där det stumma e:et blir uttalat i verlanvarianten). Det är troligt att e:et dessutom fallit bort, så att grundformen av "tjej" i äntom är "jish". Ändelsen för bestämd form, "-en", läggs på till sist, eftersom den annars skulle hamna mitt i ordet .
2. "Polis" har blivit "lispo", där o:et fallit bort. Ordet står i exempelfrasen i bestämd form (vilket inte har någon direkt motsvarighet i franskan, där bestämdhet uttrycks medelst artiklar).
3. Utrumformen "häftig" har tagits som grundform och gett upphov till "tiheff". Därefter kunde neutrum-t:et hängts på, men i äntom och verlan används endast en form på adjektiven (jämför relou nedan, som inte blir redelou i femininformen).
4. "Röka" har blivit "karrö". Att detta inte längre liknar infinitiv-formen av ett verb innebär inte några egentliga problem (jämför méfu nedan).
5. "ti, "de", "e", och "å" är inte exempel på äntom utan bara ett försök att avspegla frasens talspråkskaraktär. I franskan är det dock bara de specifika verlanorden som återges med uttalsliknande skrift.
6. I "äntom" har v:et fallit bort, eftersom suffixet "-mv" inte är särskilt bekvämt att uttala.
7. I exempelfrasen är hela fyra ord omvandlade, men det hör till ovanligheterna att verlan används så genomgående: frasens vokabulär kretsar här på ett medvetet tillgjort sätt kring arketypisk ungdomsgängstematik.

## Exempel
| Verlan              | Franska             | Ungefärlig svensk översättning   |
| ------------------- | ------------------- | -------------------------------- |
| à donf              | à fond              | som bara den, fullt ut           |
| à oilpé             | à poil              | naken, näck                      |
| balpeau             | peau de balle       | inte ett skvatt                  |
| barjot              | jobard              | galen                            |
| beuher/beuh f       | herbe f             | gräs, haschish                   |
| beur m              | Arabe m             | man med nordafrikanska föräldrar |
| bléca               | cablé               | trendig, inne                    |
| brolique m          | calibre m           | pistol                           |
| cecla f             | classe f            | klass                            |
| céfran              | français            | fransk                           |
| chanmé              | méchant             | grymt!, häftigt!                 |
| cinepi f            | piscine f           | simbassäng                       |
| chelou              | louche              | underlig                         |
| deban f             | bande f             | gäng                             |
| despi               | speed               | snabbt                           |
| fais ièche          | fais chier          | tråka ut, suga                   |
| féka m              | café m              | kaffe                            |
| feuj m              | juif m              | jude                             |
| être au fumpar      | être au parfum      | vara i ropet                     |
| gnolba f            | bagnole f           | bil, kärra                       |
| jourbon             | bonjour             | hej                              |
| kebla m             | Black m             | mörkhyad man                     |
| kéblo               | bloqué              | fast, tagen                      |
| keuf m              | flic m              | snut, polis                      |
| keum m              | mec m               | kille, man                       |
| keuss m             | sac m               | väska                            |
| keutru m            | truc m              | grej                             |
| laisse béton        | laisse tomber       | sluta tänka på det!              |
| lépou m             | poulet m            | snutsvin                         |
| louk                | cool                | schyst, lugnt                    |
| méfu                | fumer               | röka                             |
| meuf f              | femme f             | tjej, kvinna                     |
| ouf                 | fou                 | galen                            |
| péclot f            | clope f             | cigg                             |
| pera m              | rap m               | rap                              |
| quèm m              | mec m               | kille, man                       |
| raquebar m          | baraque m           | hus                              |
| relou               | lourd               | trög, störig                     |
| rempa m pl          | parents m pl        | föräldrar                        |
| reubeu/reub         | beur                | man med nordafrikanska föräldrar |
| reuf m              | frère m             | bror                             |
| reum f              | mère f              | mor                              |
| reup m              | père m              | far                              |
| reus f              | soeur f             | syster                           |
| ripou               | pourri              | rutten                           |
| comme aç            | comme ça            | så, på det sättet                |
| siquemu/sicmu f     | musique f           | musik                            |
| skeud m             | disque m            | skiva, cd                        |
| subm                | busm                | buss                             |
| être dans le tarcol | être dans le coltar | vara utmattad                    |
| teille f            | bouteille f         | flaska                           |
| tarpé m             | pétard m            | joint                            |
| teub f              | bite f              | snopp                            |
| Tir-pa              | partir              | dra, sticka                      |
| tisor               | sortir              | gå ut                            |
| turevoi f           | voiture f           | bil                              |
| tromé m             | métro m             | tunnelbana                       |
| verlan m            | l'envers m          | bakvänd, avig, omvänd            |
| zarbi               | bizarre             | konstig, märklig                 |
| zarfal m            | falzar m            | brallor, byxor                   |
| zesgon f            | gonzesse f          | brud, tjej                       |
| zyva                | vas-y               | sätt igång!, varsågod, kör på!   |